# Lamine Kanté
Mahamadou Lamine Kanté (Courbevoie, 11 febbraio 1987) è un ex cestista francese.

## Palmarès
- Leaders Cup: 1

Monaco: 2016